# Closterium turgidum
Closterium tumidum  là một loài Song tinh tảo trong họ Desmidiaceae, thuộc chi Closterium.